# Dischidia parvifolia
Dischidia parvifolia är en oleanderväxtart som beskrevs av Henry Nicholas Ridley. Dischidia parvifolia ingår i släktet Dischidia och familjen oleanderväxter. Inga underarter finns listade i Catalogue of Life.